# Vuolep Tjuolmajaure
Vuolep Tjuolmajaure är en sjö i Kiruna kommun i Lappland och ingår i Torneälvens huvudavrinningsområde. Sjön har en area på 1,88 kvadratkilometer och ligger 709,2 meter över havet. Vuolep Tjuolmajaure ligger i Torne och Kalix älvsystem Natura 2000-område. Sjön avvattnas av vattendraget Skittsekallojåkkå.

## Delavrinningsområde
Vuolep Tjuolmajaure ingår i det delavrinningsområde (762070-168305) som SMHI kallar för Utloppet av Vuolep Tjuolmajaure. Medelhöjden är 828 meter över havet och ytan är 14,12 kvadratkilometer. Räknas de 3 avrinningsområdena uppströms in blir den ackumulerade arean 51,08 kvadratkilometer. Skittsekallojåkkå som avvattnar avrinningsområdet har biflödesordning 3, vilket innebär att vattnet flödar genom totalt 3 vattendrag innan det når havet efter 498 kilometer. Avrinningsområdet består mestadels av kalfjäll (87 procent). Avrinningsområdet har 1,89 kvadratkilometer vattenytor vilket ger det en sjöprocent på 13,3 procent.